# 도쿄 올림픽·패럴림픽 조직위원회
도쿄 올림픽·패럴림픽 조직위원회(일본어: 東京オリンピック・パラリンピック競技大会組織委員会, 영어: Tokyo Organising Committee of the Olympic and Paralympic Games, TOCOG)는 2020년 하계 올림픽·패럴림픽을 위한 조직위원회이다.

## 구성
조직위원회는 2014년 1월 24일 출범했으며 일본 올림픽 위원회, 일본 패럴림픽 위원회, 도쿄도청, 일본 정부  위원을 비롯해 다양한 분야의 단체와 개인으로 구성됐다. 모리 요시로 전 총리가 2021년 위원장에서 사임할 때까지 조직위를 주도했으며, 사무총장(CEO)은 무토 도시로, 최고 고문은 아베 신조(安倍晋三) 전 일본 총리였다.
모리 요시로 전 총리이자 조직위 위원장이 조직위 회의 도중 성차별로 간주되는 발언을 한 후 2021년 2월 12일 위원회 위원장직에서 사임했다. 2월 18일, 7회 올림픽에서 활약한 선수이자, 현 자민당 의원인 하시모토 세이코가 위원회의 새 위원장으로 지명되었다. 하시모토 세이코는 도쿄 올림픽 조직 위원회를 이끄는 최초의 여성 위원장이다.
위원회 위원장이 되기 전에 하시모토는 도쿄 올림픽 및 패럴림픽 게임을 위한 국무대신으로 일본 내각에서 근무했다. 하시모토의 뒤를 이어서는 자민당의 마루카와 다마요 의원이 내각에 선출되었다.

## 논란
- 2021년 6월 20일 공개된 선수촌에서, 도쿄올림픽 조직위원회가 올림픽에 참가하는 선수들에게 '골판지 침대'와 '금장식 변기'를 제공해 논란이 되었다. 선수촌에 놓인 침대는 골판지로 제작된 프레임 위에 매트리스가 놓여져 있다. 이 프레임은 약 200kg의 무게를 견딜 수 있는 것으로 알려졌으나, 일본 내에서 조차 '너무 좁고 불편해보인다', '외국 선수가 보면 놀랄만한 크기', '모서리에 손이 닿으면 아플 것 같다', '궁상맞다'는 반응이 나오며 조직위를 향한 비판이 이어졌다.[4]

- 2021년 7월 22일 다카야 마사노리 도쿄올림픽‧패럴림픽 조직위원회 대변인이 "기본적으로 TV와 냉장고는 유상 대여 대상"이라며 "적절한 시점에 주문이 있었다면 조직위가 제공할 책무가 있고 당연히 하고 있다"고 밝혀 논란이 되었다. 이는 7월 20일 저녁 메인프레스센터(MPC)가 개최한 기자회견에서 러시아 취재진들이 "러시아 올림픽 대표 선수단과 코치진이 선수촌 시설 상황을 비판하고 있다" "TV와 냉장고가 없고 4~6명이 생활하는데 화장실도 하나뿐이라 부족하다. 펜싱 대표팀 감독은 '여기는 중세 일본 같다'는 말을 하기도 했다"는 질문에 대한 조직위원장의 발언과는 다소 상반된 발언이라 더욱 논란이 되었다.[5]

## 같이 보기
- 2020년 하계 올림픽에 관한 논란